# فيفي والزهرات الصغيرات
فيفي والزهرات الصغيرات مسلسل باستخدام تقنية ايقاف الحركة بريطاني . عرض لأول مره في 2 مايو 2005 واستمر حتى 19 ديسمبر 2009 . تمت دبلجة المسلسل للغة العربية بواسطة مركز الزهرة وتم عرضه على قناة سبيس تون .

## الراوي
- إياس أبو غزالة

## روابط خارجية
- Fifi and The Flowertots official site
- Fifi and The Flowertots on Nick Jr. UK
- فيفي والزهرات الصغيرات على موقع IMDb (الإنجليزية)
- فيفي والزهرات الصغيرات على موقع ميتاكريتيك (الإنجليزية)
- فيفي والزهرات الصغيرات على موقع روتن توميتوز (الإنجليزية)
- فيفي والزهرات الصغيرات على موقع فيلمافينيتي (الإسبانية)
- فيفي والزهرات الصغيرات على موقع كينوبويسك (الروسية)
- فيفي والزهرات الصغيرات على موقع قاعدة بيانات الفيلم (الإنجليزية)